# Udbyhøj Vasehuse
Udbyhøj Vasehuse – miasto w Danii, w regionie Jutlandia Środkowa, w gminie Randers.